# Église catholique en Slovénie
L'Église catholique en Slovénie (en slovène : Rimskokatoliška cerkev v Sloveniji), désigne l'organisme institutionnel et sa communauté locale ayant pour religion le catholicisme en Slovénie.   
L'Église en Slovénie est organisée en deux provinces ecclésiastiques (Ljubljana et Maribor) qui ne sont pas soumises à une juridiction nationale au sein d'une Église nationale mais sont soumises à la juridiction universelle du pape, évêque de Rome, au sein de « l'Église universelle ».  
Les deux provinces répartissent six diocèses (deux archidiocèses métropolitains et quatre diocèses) qui rassemblent toutes les paroisses situées en Slovénie.  
En étroite communion avec le Saint-Siège, les évêques de Slovénie sont membres d'une instance de concertation, la conférence épiscopale Slovénienne.
La Constitution de la Slovénie de 1991 stipule que la Slovénie n'a plus de religions d'État ni officielles, et son article 41 précise que « la manifestation de la religion et des autres convictions est libre », autorisant, ainsi l'Église catholique.  
L'Église catholique est la communauté religieuse majoritaire en Slovénie,.  

## Histoire
Le plus ancien diocèse, celui de Koper, remonte au VIe siècle, et fut longtemps associé au diocèse de Trieste en Italie.  
Après la fin de l'URSS, la Slovénie n'a plus de religions d'État ni officielles depuis 1991. 
À partir de l'an 2000, les nouvelles communautés religieuses ont eu de grandes difficultés à s'enregistrer, mais grâce à l'organisation Forum 18, les enregistrements ont recommencé en juin 2003,. 
Nommé évêque de Maribor en 2006, Franc Kramberger, conduisant une politique économique risquée mettant en péril les finances de l'archidiocèse, remit sa démission le 3 février 2011. 

## Organisation

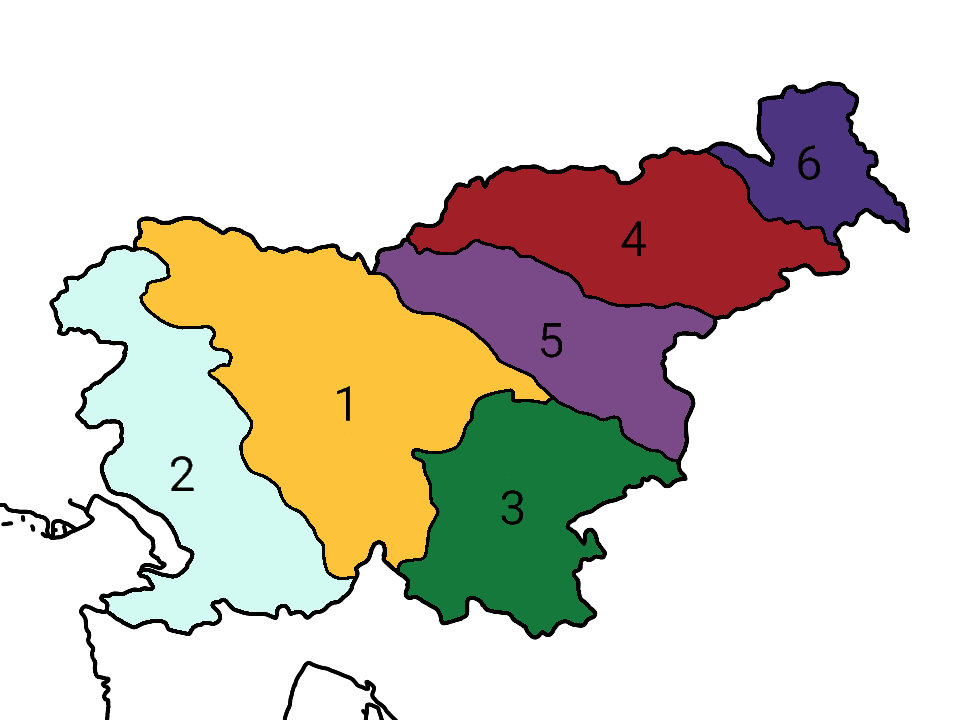
Carte des diocèses de l'Église catholique en Slovénie.

L'Église catholique romaine en Slovénie est divisée en 6 diocèses (dont 2 archidiocèses) : 
- Province ecclésiastique de Ljubljana
  - Archidiocèse de Ljubljana (1)
    - Diocèse de Koper (2)
    - Diocèse de Novo Mesto (3)
- Province ecclésiastique de Maribor
  - Archidiocèse de Maribor (4)
    - Diocèse de Celje (5)
    - Diocèse de Murska Sobota (6)

## Statistiques
Dans une population de deux millions d'habitants, la religion catholique compte le plus de membres en Slovénie avec 1,5 million de fidèles (73,5 %) contre 20,8 % de sans-religion, 2,4 % de musulmans, 2,3 % d'orthodoxes et 0,8 % de protestants,.